# Tuliševica
Tuliševica (en italien : Tulliano) est une localité de Croatie située en Istrie et dans la municipalité de Lovran, comitat de Primorje-Gorski Kotar. En 2001, la localité comptait 216 habitants.

## Démographie
| 1948 | 1953 | 1961 | 1971 | 1981 | 1991 | 2001 |
| ---- | ---- | ---- | ---- | ---- | ---- | ---- |
| 256  | 202  | 211  | 208  | 201  | 172  | 216  |